# مهضان (الطويلة)

تعديل مصدري - تعديل

مهضان هي إحدى قرى عزلة شمات (حصن المخير) بمديرية الطويلة التابعة لمحافظة المحويت، بلغ تعداد سكانها 614 نسمة حسب تعداد اليمن لعام 2004.